# 정효제
정효제 (鄭孝濟, Chung Hyo-Je, 1954년 11월 1일 - )는 대한민국의 구약학자이며 교수이다. 예루살렘에 있는 히브리대학원에서 공부하고 이스라엘한인회장, 아하바 한국사장 등을 역임하다. 성산효대학원대학교 부총장과 대한신학대학원대학교의 총장을 역임하였고, 현재 국제기독교성지연구소 소장, 한국개혁주의연구소 이사장이며 그리고 ㈜아리존의 CEO이자 기독교 교육가이다. 유대인 교육법에 전문가로 평가받는다. 아호는 길로(吉路)이다. 현재 은석김의환박사기념사업회 사무총장이며 설순조석만박사기념사업회와 JK선교회 이사장이다.

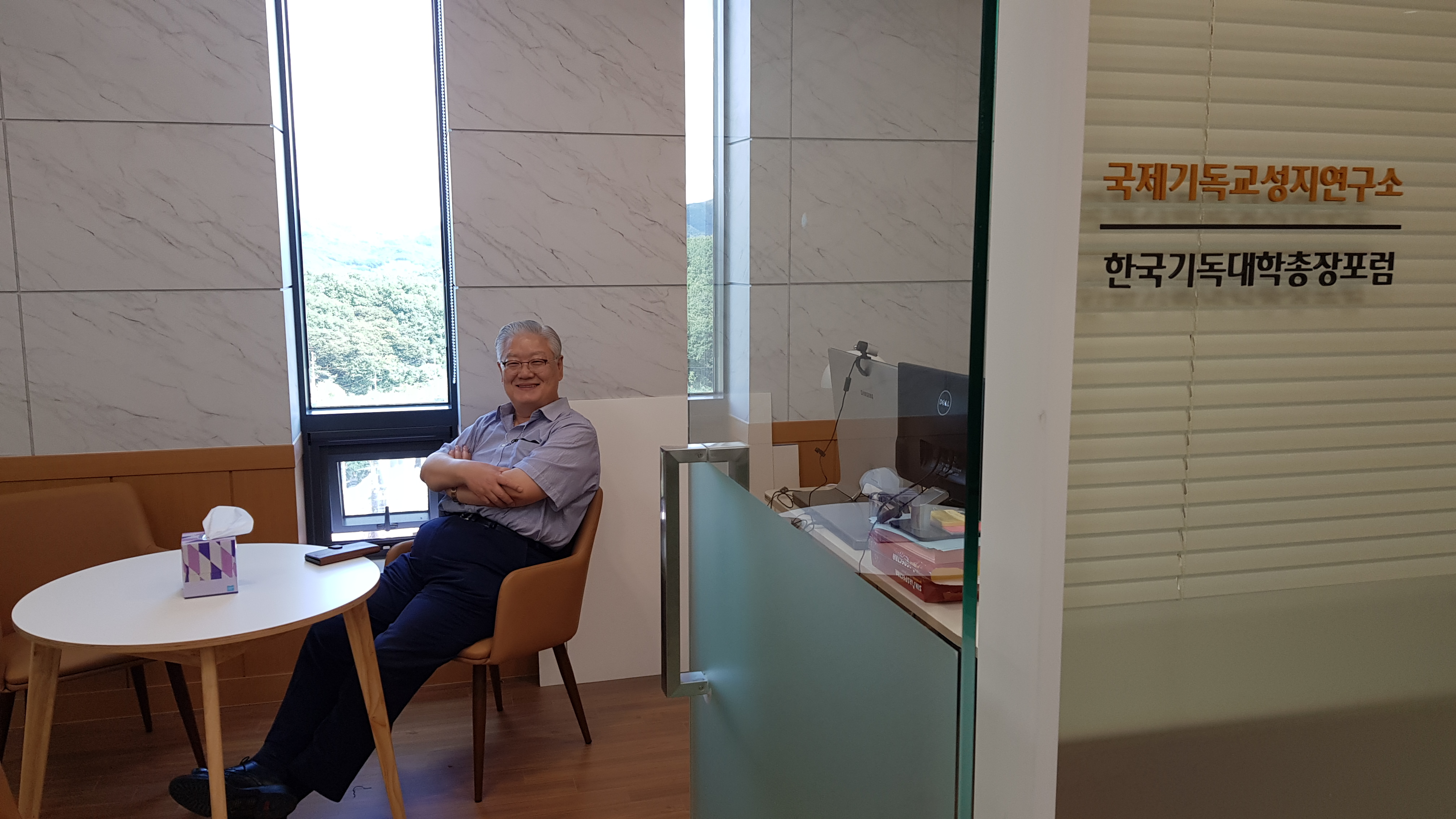
정효제 국제기독교성지연구소 소장

## 학력 사항
- 건국대학교  법과대학 법학과 졸업(B.A)
- The Hebrew University of Jerusalem,  Israel (범죄학전공)
- 대한신학대학원대학교 ( M.Div)
- University of Wales, U.K. (Cand. Ph.D)
- International Theological Seminary,  U.S.A.(D.Min)
- 칼빈대학교 (Ph.D)

## 교육 경력
국제기독교성지연구소 소장
칼빈대학교 교수
대한신학대학원대학교 교수(구약학)
대한신학대학원대학교 4대 총장
대한신학대학원대학교 5대 총장
성산효대학원대학교 부총장

## 목회 경력
지구촌교회(이동원목사) 협동목사
칼빈교회(김의환목사) 부목사
갈릴리교회(원주) 개척, 담임목사
갈릴리교회(안양) 개척, 담임목사
크로마교회(성남) 개척, 담임목사(합동, 남평양노회)

## 사업경력
㈜갈릴리여행사 대표이사 사장(이스라엘, 한국,유럽 등 16개국)㈜아하바코리아 대표이사 사장(이스라엘, 사해 화장품)㈜이스코라인  대표이사 사장(이스라엘, 여행사,식당, 쇼핑센터, 무역업 등)㈜네타핌코리아 대표이사 사장(이스라엘, 다국적 기업)㈜네타핌코리아 고문 ㈜신젠타코리아 고문(스위스, 다국적 기업)
현재 ㈜아리존 CEO

## 사회 및 교계경력
재 이스라엘 한인회장, 재외 한민족 대표
민주평화통일  자문위원(대통령)
이스라엘  한글학교 교장
이스라엘-한국 친선협회 부회장
한국-이스라엘 친선협회 이사
한국복음주의신학대학협의회 부회장
전국대학원대학교협의회 사무총장
은석김의환박사기념사업회 사무총장
ATA(Asia Theological Association)Korea 부회장
국제연합신학대학(제주도, 중국) 이사장
한국개혁주의연구소 이사장

## 수상경력
문교부 장관 표창(1970.4.19)
대한민국 외무부 장관 표창(1987)
이스라엘 관광성 장관 표창

## 저서 및 역서
- 『성지순례』서울:새암문화사, 1992.
- 『이스라엘 문화와 성서읽기』 (공저), 서울:쿰란출판사, 2007.
- 『두란노 성서지도』 (공역), 서울:두란노,  2008.
- 『주제별로 본 모세오경』 (역서), 안양:대한신대원출판부, 2009.
- 『10분만에 읽는 성경(신약)』(편저), 안양:대한신대원출판부,2010.
- 『후츠파로 도전하라』, 서울:상상나무, 2014.
- 『우리 세대 미래는 있는가?: 이 시대 대학총장에게 길을 묻다』(공저). 용인; 대학총장포럼, 2019.
- 『강에서 바다로』(공저), 용인:대학총장포럼,2021.

## 논문
- A Study of the Synagogue in the Second Temple Period-The Relation of the Organization of the Early Christian Church-(D.Min), International Theological Seminary, 2005.
- 유대회당의 기원에 대한 연구(Ph.D), 칼빈대학교, 2008.
- 열왕기상 18장에 나타난 수사학적연구, 대한논총, 대한신학대학원대학교 출판부, 2010
- 성경에 나타난  Paleg의 번역에 대한 연구, 대한논총, 대한신학대학원대학교 출판부, 2011.
- 열왕기 상 10장에 나타난 솔로몬 왕의 경제정책에 대한 연구, 칼빈논단, 칼빈대학교, 2014.
- 미래인재육성을 위한 교회의 역할에 대한 제안, 2018, 한국대학총장포럼.
- 유대회당과 교회의 학교기능에 관한 고찰, 성경과 고고학, 2020 가을.

## 같이 보기
- 한국의 신학자 목록
- 한국개혁주의연구소
- 대한신학대학원대학교